# Estación Intermodal Bellavista de La Florida
Estación Intermodal Bellavista de La Florida es una estación de intercambio modal de Santiago de Chile, situada debajo del supermercado Súper Mayorista 10 y se encuentra ubicada entre Av. Vicuña Mackenna y Serafín Zamora en la comuna de La Florida. Este terminal es administrado por Metro S.A. y permite la combinación con buses alimentadores de Red Metropolitana de Movilidad, la estación Bellavista de La Florida del Metro de Santiago, servicios rurales e interurbanos. Antiguamente era utilizado solo por Metrobus.

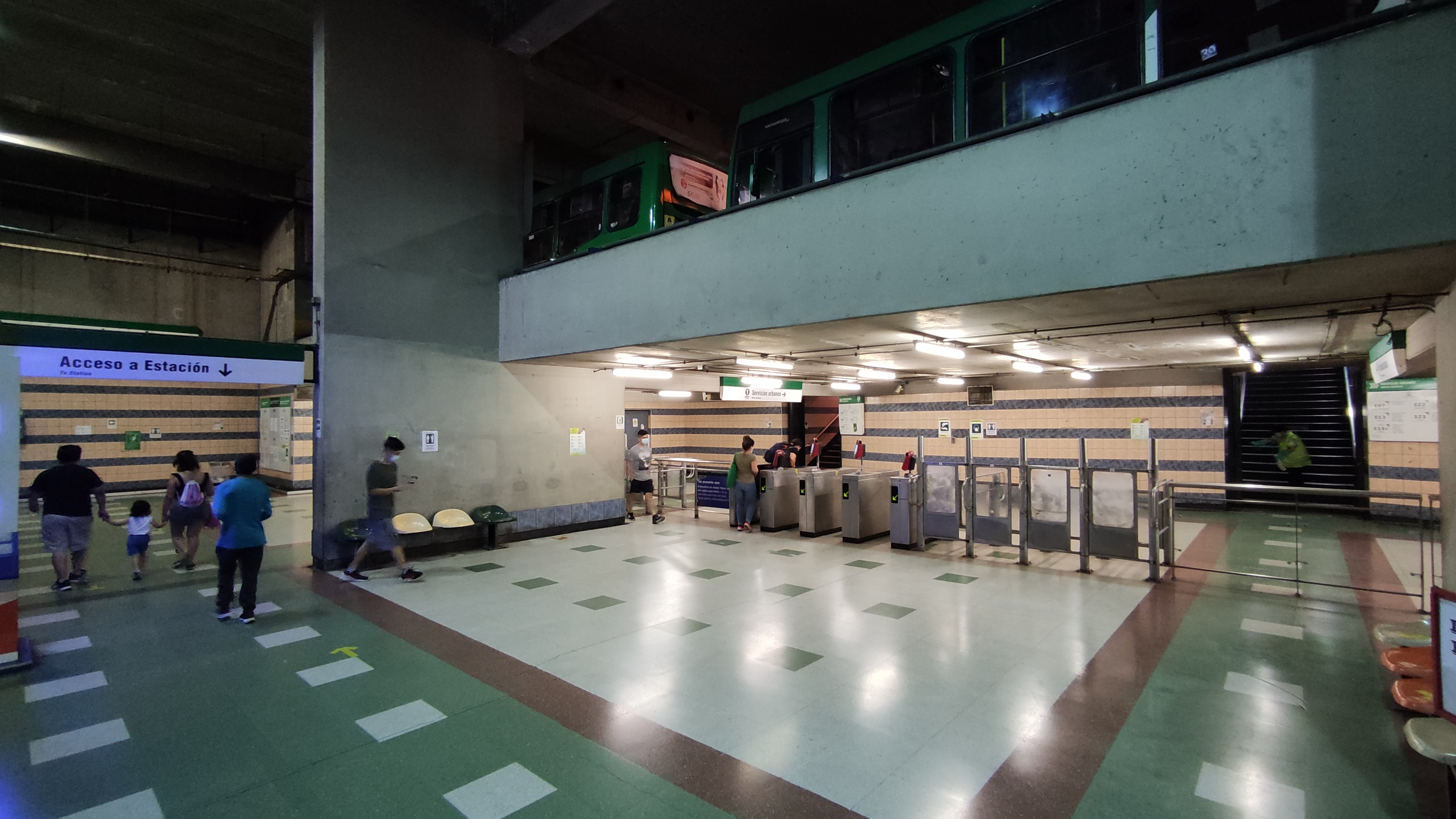
Zona de torniquetes de acceso a andenes de servicios de buses urbanos.

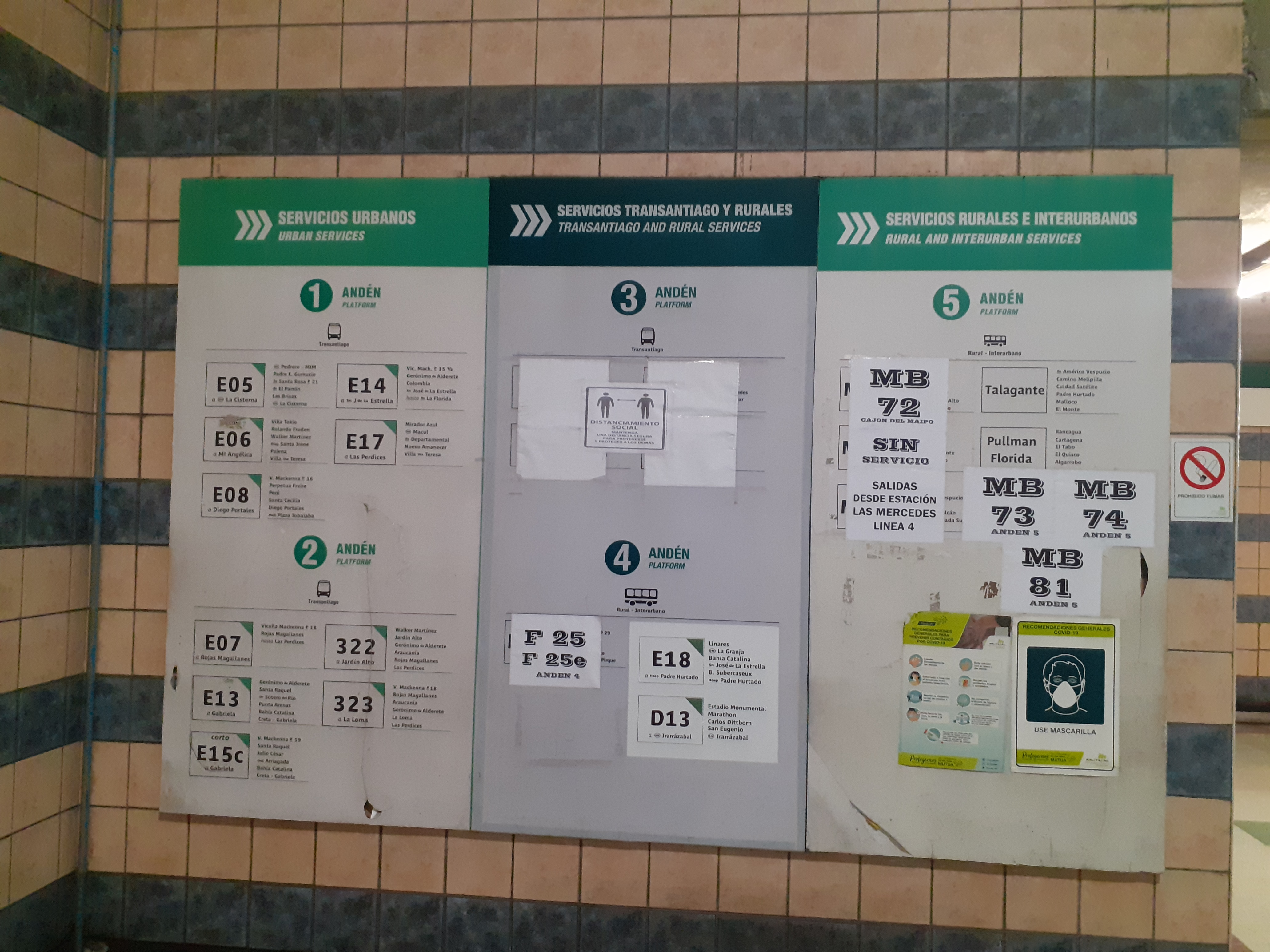
Panel con servicios que se detienen en la estación intermodal.

La estación, inaugurada en 1998, posee 10 000 m² construidos, y cuenta con cinco andenes con seis posiciones cada uno.

## Servicios
En este terminal prestan servicios los buses de Buses Vule y Buses Omega. Además posee servicios rurales (Flota Talagante) e interurbanos (Pullman Florida).

### Andenes

#### Andén 1
| Servicio | Destino                 | Recorrido |
| -------- | ----------------------- | --- |
| E05      | La Cisterna             | Av. Vicuña Mackenna - Museo Interactivo Mirador - Esteban Gumucio - Av. Santa Rosa (18 a 21) - Av. El Parrón - La Granja - Las Brisas - La Cisterna |
| E06      | María Angélica          | Teniente de Marina Rolando Froden - Av. Walker Martínez - Palena - María Angélica - Las Perdices                                                    |
| E08      | Diego Portales          | Vicuña Mackenna - Vicente Valdés - Perú - Av. Colombia - Av. Diego Portales - Av. Camilo Henríquez                                                  |
| E14      | San José de la Estrella | Vicuña Mackenna - Vicente Valdés - Av. Colombia - José Miguel Carrera - Av. San José de la Estrella - Av. La Florida                                |
| E17      | Las Perdices            | Mirador - Mirador Azul - Macul - Av. Departamental - Las Higueras - María Angélica - San Francisco - Las Perdices                                   |

#### Andén 2
| Servicio | Destino          | Recorrido |
| -------- | ---------------- | --- |
| E13      | Gabriela         | Vicuña Mackenna - Vicente Valdés - Av. Santa Raquel - Doctor Sótero del Río - Av. Punta Arenas - Bahía Catalina - Av. Gabriela                  |
| E15c     | Gabriela         | Vicuña Mackenna - Vicente Valdés - Av. Vicuña Mackenna - Doctor Sótero del Río - Av. Santa Raquel - Julio César - Bahía Catalina - Av. Gabriela |
| E07      | Rojas Magallanes | Vicuña Mackenna - Vicente Valdés - Av. Vicuña Mackenna - Av. Rojas Magallanes - Las Nalcas Sur                                                  |
| 322      | Jardín Alto      | Vicuña Mackenna - Av. Walker Martínez - Jardín Alto - Araucanía - Av. Rojas Magallanes                                                          |
| 323      | La Loma          | Vicuña Mackenna - Vicente Valdés - Av. Rojas Magallanes - Araucanía - Gerónimo de Alderete - Av. Rojas Magallanes - Las Nalcas Sur              |

#### Andén 3
Inhabilitado.

#### Andén 4
| Servicio | Destino       | Recorrido |
| -------- | ------------- | --- |
| F25      | Bajos de Mena | Av. Colombia - Perú - Av. San José de la Estrella - Nonato Coo - Av. San Carlos - Las Mercedes - Av. Ernesto Alvear - Av. Eyzaguirre - Av. Juanita - Belén                           |
| F25e     | Bajos de Mena | Autopista Vespucio Sur - Acceso Sur - Av. Eyzaguirre - Av. Juanita |
| E18      | La Cisterna   | Vicuña Mackenna - Fresia - Linares - Av. Cardenal Raúl Silva Henríquez - Coronel - Av. San José de la Estrella - Benjamín Subercaseaux - Esperanza - Parque La Bandera - La Cisterna |
| D13      | Irarrázaval   | Vicuña Mackenna - Froilán Roa - Pedrero - Estadio Colo Colo - Av. Marathon - Carlos Dittborn - San Eugenio                                                                           |

#### Andén 5
Utilizado por servicios interurbanos y rurales.
| Servicio        | Destino         | Recorrido |
| --------------- | --------------- | --- |
| Pullman Florida | Litoral Central | Cartagena, El Tabo, El Quisco y Algarrobo                                                                                      |
| Pullman Florida | Rancagua        | Rancagua |
| Flota Talagante | El Monte        | Autopista Vespucio Sur - Camino a Melipilla - Balmaceda - Libertador Bernardo O'Higgins - Los Libertadores - Camino Paico Alto |